# Baasa
Baasa, ou Baésa ou Baécha (hébreu בעשא), roi d'Israël de -909 à -886.

## Présentation
Il est d'abord général du roi Nadab, fils de Jéroboam. Il conspire contre lui, le tue au siège de Gebbéthon (en), usurpe le trône, qu'il occupe de 942 à 919 av. J.-C. (ou -909 - -886), et extermine toute la famille de Jéroboam. Il se souille de crimes et se livre à l'idolâtrie, ce qui lui est reproché par le prophète Jéhu. Asa, roi de Juda, menacé par Baasa, appelle à sa rescousse le roi d'Aram Ben-Hadad Ier qui conquiert tout le pays de Naphtali. Son fils Éla lui succède.